# Tuberculosa hoggi
Tuberculosa hoggi là một loài nhện trong họ Lycosidae.
Loài này thuộc chi Tuberculosa. Tuberculosa hoggi được Volker W. Framenau & Cor J. Vink miêu tả năm 2001.